# Volcà de Repassot
El Volcà de Repassot és un volcà situat al municipi de Sant Joan les Fonts, a la comarca catalana de la Garrotxa.